# هایاتو ناکاما
هایاتو ناکاما (انگلیسی: Hayato Nakama؛ زادهٔ ۱۶ مهٔ ۱۹۹۲) بازیکن فوتبال اهل ژاپن است.